# 赵士许
趙士許（？—？），号靖庵，直隶吴江县人，明朝政治人物，同進士出身。

## 生平
萬曆四十年（1612年）壬子科應天鄉試舉人，萬曆四十一年（1613年），聯登癸丑科進士，兵部觀政，授南京大理寺右評事，四十三年升南工部主事，四十四年升郎中，四十五年升任福建延平府知府。萬曆四十六年，調任泉州府知府。天啓元年正月升浙江按察司副使、兵备嘉湖，四年復除河南副使，五年改睢陳道，患病辞官。

## 家族
曾祖趙𡷫，举人、通判，贈奉政大夫。父趙世美，庠生，封文林郎。母吳氏。兄趙士諤，萬曆辛丑進士，官宣府巡撫。